# Malcolm, der Held
Malcolm, der Held (Originaltitel Pilot) ist die erste ausgestrahlte Episode der US-amerikanischen Comedyserie Malcolm mittendrin. Ihre Erstausstrahlung am 9. Januar 2000 sahen durchschnittlich etwa 22,4 Millionen Zuschauer, womit Malcolm mittendrin seit Die Simpsons die größte Zuschauerquote einer Serienpremiere auf dem US-Sender FOX erreichte. Am 24. September 2001 erfolgte die deutschsprachige Erstausstrahlung auf dem Sender ProSieben.

## Handlung
Die Folge beginnt damit, dass sich Malcolm auf seinem Bett sitzend zum Zuschauer wendet und sich und seine Brüder vorstellt (siehe dazu auch Durchbrechung der vierten Wand), an dessen Ende er meint: „Wisst ihr, was das Beste an der Kindheit ist? Irgendwann hört sie zum Glück auf.“ Daraufhin folgt wie in jeder Folge von Malcolm mittendrin nach einem Intro der Vorspann.
Die Haupthandlung beginnt damit, dass Malcolm und seine Brüder zusammen frühstücken, während seine Mutter Lois ihren nackt dastehenden Mann Hal rasiert. Dabei erzählt sie Malcolm, er solle direkt nach der Schule nach Hause kommen, da sie ihn mit Stevie, einem behinderten Jungen, der im Rollstuhl sitzt und hochbegabt ist, verabredet hat. Malcolm ist darüber jedoch nicht begeistert und beschwert sich bei seiner Mutter, sieht jedoch schnell ein, dass er keine Wahl hat.
Nachdem Malcolm zur Schule gegangen ist, wird er im Kunstunterricht von seiner Lehrerin gebeten, zum Direktor der Schule zu gehen. Als er dies tut, erwartet ihn dort Caroline Miller, eine weitere Lehrerin an der Schule, und führt mit ihm einen Intelligenztest durch, den Malcolm bravourös löst.
Einige Stunden später am selben Tag treffen sich Malcolm und Stevie in dessen Zimmer und reden miteinander. Malcolm stellt dabei fest, dass Stevie und er nicht viele Gemeinsamkeiten haben, da diesem von seinen Eltern vieles verboten wird. Letztendlich finden sie eine Gemeinsamkeit darin, dass sie gerne Comics lesen.
An einem darauffolgenden Samstagmorgen klingelt die Lehrerin, die mit Malcolm den Intelligenztest durchgeführt hat, am Haus der Familie. Als Lois die Tür öffnet, denkt sie zunächst, die Lehrerin wolle Malcolm auf eine Sonderschule schicken, was diese jedoch verneint und letztlich hereingelassen wird, um zu erklären, was wirklich ihr Anliegen ist.
Einige Tage später sitzt die Familie am Essenstisch und frühstückt typischerweise hektisch. Als die männlichen Familienmitglieder gerade dabei sind aufzustehen, will Lois etwas mit ihnen bereden. Daraufhin erzählt sie, dass eine Lehrerin von Malcolm einen Test mit ihm durchgeführt habe und dabei einen IQ von 165 festgestellt habe. Nachdem sie erzählt hat, er müsse nun zu den Hochbegabten in eine spezielle Klasse gehen, ist dieser darüber verärgert und will seine Klasse nicht wechseln.
Schließlich wechselt Malcolm doch die Klasse und ist bereits am ersten Tag darüber außer sich, da er meint, alle in dieser Klasse seien Idioten und er sei gar nicht so. Als er sich später in der Pause auf dem Schulhof befindet, wird er von den restlichen Schülern der Schule nicht beachtet und wie ein Außenseiter behandelt, weshalb er zu seinem neuen Klassenkameraden Stevie geht, um mit diesem gemeinsam die Pause zu verbringen. Daraufhin wird ihm von Dave Spath, einem Schulschläger, eine Papierkugel an den Kopf geworfen, weshalb Malcolm einen Streit anzettelt, indem er ihn beleidigt, woraufhin dieser zu ihm geht und ihn schlagen will. Als er zum Schlag ausholt, wird ihm jedoch von Malcolm Stevies Pudding ins Gesicht geschleudert. Als er danach zum zweiten Mal ausholt, kann sich Malcolm bücken, wodurch Daves Hand Stevies Kopf leicht berührt. Nachdem die darumstehenden Schüler entsetzt darüber sind, dass Dave einen „Krüppel“ schlägt, lässt sich Stevie mitsamt seinem Rollstuhl absichtlich fallen. Darauf wird Stevie von einigen anderen Schülern wieder hochgeholfen und Dave von seinen Freunden beschimpft.
Während der Abspann läuft, erzählt Malcolm im Vorgarten seiner Familie, während er auf einer umgedrehten Mülltonne sitzt, unter der sich sein Bruder Dewey befindet, wie der Tag weiter verlaufen ist, wie er u. a. jetzt als Held dasteht, über seine neue Klasse und seine Familie.

## Besetzung und Synchronisation
| Figur                   | Darsteller                    | Deutscher Sprecher   | Beschreibung                                                                     |
| ----------------------- | ----------------------------- | -------------------- | -------------------------------------------------------------------------------- |
| Malcolm                 | Frankie Muniz                 | Wilhelm-Rafael Garth | Protagonist                                                                      |
| Lois                    | Jane Kaczmarek                | Martina Treger       | Malcolms Mutter                                                                  |
| Hal                     | Bryan Cranston                | Bodo Wolf            | Malcolms Vater                                                                   |
| Reese                   | Justin Berfield               | Nick Forsberg        | Malcolms älterer Bruder                                                          |
| Dewey                   | Erik Per Sullivan             | Kevin Winkel         | Malcolms jüngerer Bruder                                                         |
| Francis                 | Christopher Kennedy Masterson | Sebastian Schulz     | Malcolms ältester Bruder                                                         |
| Malcolms erste Lehrerin | Merrin Dungey                 | Almut Zydra          | In späteren Folgen spielt Dungey Kitty Kenarban, Stevies Mutter                  |
| Caroline Miller         | Catherine Lloyd Burns         | Irina von Bentheim   | Malcolms Lehrerin in der Begabtenklasse                                          |
| Stevie Kenarban         | Craig Lamar Traylor           | Michael Verona       | Malcolms neuer Klassenkamerad, der später in der Serie dessen bester Freund wird |
| Julie Houlerman         | Landry Allbright              | Jill Böttcher        | Malcolms Klassenkameradin, bevor er in die Klasse der Hochbegabten wechselt      |
| Dave Spath              | Vincent Berry                 |                      | Schulschläger                                                                    |
|                         | Austin Stout                  |                      | Daves Opfer vor der Schule                                                       |
| Richard                 | Martin Spanjers               |                      | Malcolms Freund auf dem Schulweg                                                 |

## Auszeichnungen
Im Jahr 2000 gewannen für diese Episode Regisseur Todd Holland in der Kategorie Outstanding Directing for a Comedy Series und Drehbuchautor Linwood Boomer in der Kategorie Outstanding Writing for a Comedy Series einen Primetime Emmy Award sowie Nancy Morrison den American Cinema Editors Award in der Kategorie Best Edited Half-Hour Series. 2001 folgte für Holland der Directors Guild of America Award for Outstanding Directorial Achievement in Comedy Series.